# Światła sceny: Chwytaj szansę
Światła sceny: Chwytaj szansę (ang. Center Stage: Turn It Up) – amerykańsko-kanadyjski film muzyczny z 2008 roku w reżyserii Stevena Jacobsona. Sequel filmu Światła sceny (2000). Zdjęcia kręcono w Vancouver i Nowym Jorku.

## Opis fabuły
Tancerka Kate Parker (Rachele Brooke Smith) marzy o nauce w szkole baletowej. Po nieudanych przesłuchaniach traci wiarę w swoje umiejętności. Pewnego dnia trafia do hiphopowego klubu. Tam poznaje Tommy'ego (Kenny Wormald). On uczy ją, że w tańcu najważniejsze są miłość i pasja.

## Obsada
- Rachele Brooke Smith jako Kate Parker
- Kenny Wormald jako Tommy Anderson
- Sarah Jayne Jensen jako Suzanne Von Stroh
- Crystal Lowe jako Lexi
- Peter Gallagher jako Jonathan Reeves
- Ethan Stiefel jako Cooper Nelson
- Lucia Walters jako Monica Strauss
- Nicole Muñoz jako Bella Parker